# Okręg centralny Kościoła Ewangelicko-Metodystycznego w RP

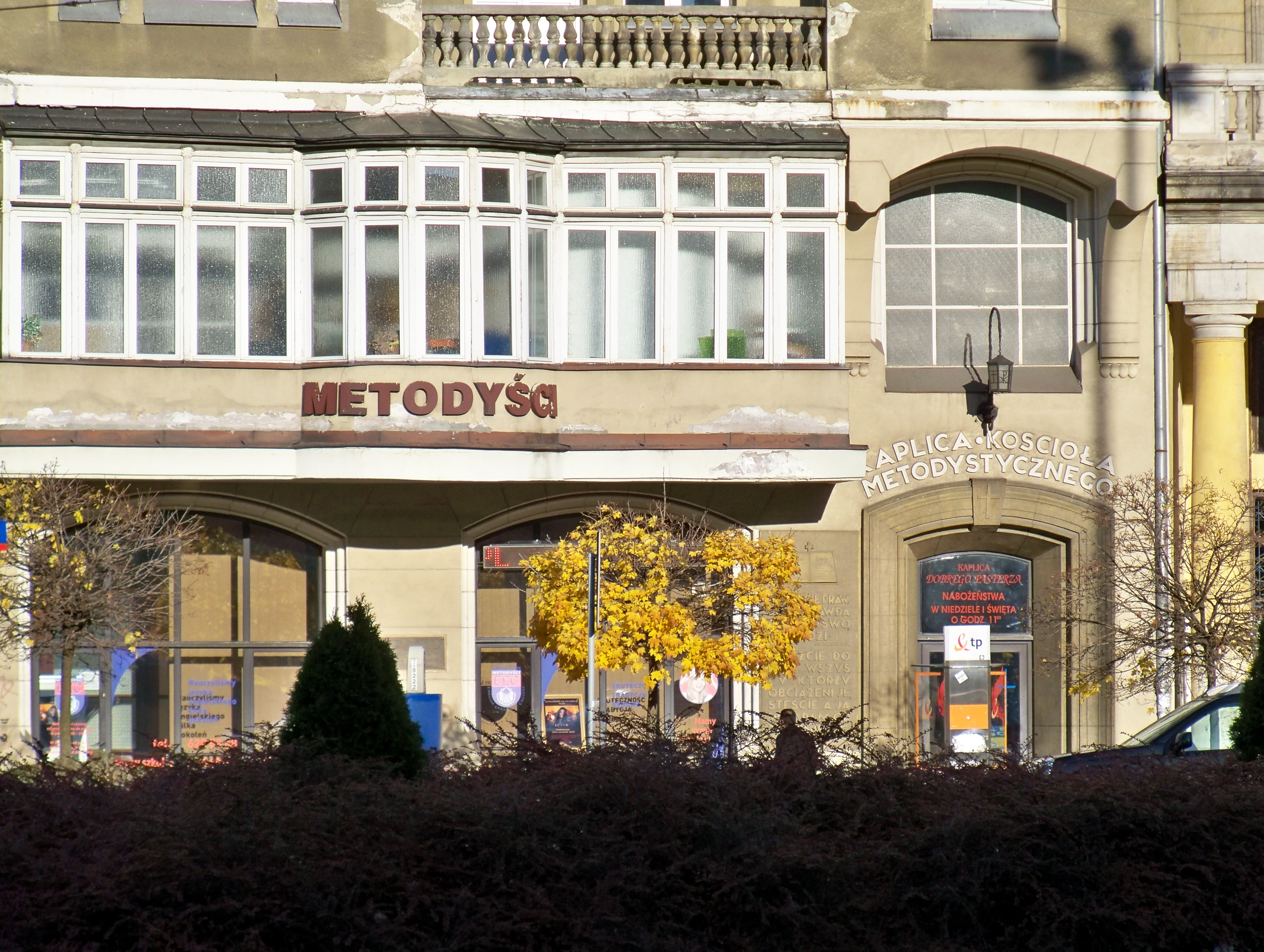
Kaplica parafii Dobrego Pasterza w Warszawie

Okręg centralny – jeden z czterech okręgów Kościoła Ewangelicko-Metodystycznego w RP. Terytorialnie obejmuje zbory znajdujące się na terenie województwa lubelskiego, łódzkiego, mazowieckiego i świętokrzyskiego.
Siedzibą władz okręgu centralnego pozostaje Warszawa. Okręg skupia 7 parafii.

## Parafie
| Miejscowość                    | Województwo    | Zbór                                   | Pastor                |
| Kielce                         | świętokrzyskie | parafia „Ogród Oliwny” w Kielcach      | Damian Szczepańczyk   |
| Konstancin-Jeziorna (Klarysew) | mazowieckie    | parafia w Klarysewie                   |                       |
| Lublin                         | lubelskie      | parafia w Lublinie                     | ks. Jarosław Bator    |
| Łódź                           | łódzkie        | parafia Opatrzności Bożej w Łodzi      | ks. Jarosław Bator    |
| Pabianice                      | łódzkie        | parafia Dobrego Pasterza w Pabianicach | ks. Jarosław Bator    |
| Puławy                         | lubelskie      | parafia w Puławach                     | ks. Jarosław Bator    |
| Warszawa                       | mazowieckie    | parafia Dobrego Pasterza w Warszawie   | ks. Zbigniew Kamiński |